# دانيال باريس
دانيال باريس (بالسويدية: Daniel Afshinnejad)‏ هو مدون سويدي، ولد في 26 يوليو 1988 في Viksjö ‏ في السويد.